# Carina Cruz
Carina Cruz (Calí, Kolumbija, 15. studenoga 1973.) kolumbijska je glumica. Najpoznatija je po ulozi Claudije Garcíje u telenoveli Los Victorinos.

## Filmografija
| Godina | Naslov                                              | Uloga           | Vrsta      |
| ------ | --------------------------------------------------- | --------------- | ---------- |
| -      | Padres e hijos                                      | -               | serija     |
| -      | Por Amor                                            | -               | telenovela |
| 2004.  | Protagonistas de novela - El juicio final: Colombia | Carina Cruz     | serija     |
| 2008.  | El encantador                                       | Eileana Giraldo | telenovela |
| 2009.  | Los Victorinos                                      | Claudia García  | telenovela |
| 2010.  | Salvador de mujeres                                 | Lula Valdez     | telenovela |
| 2010.  | Secretos de Familia                                 | Catalina        | telenovela |